# Economia da Califórnia

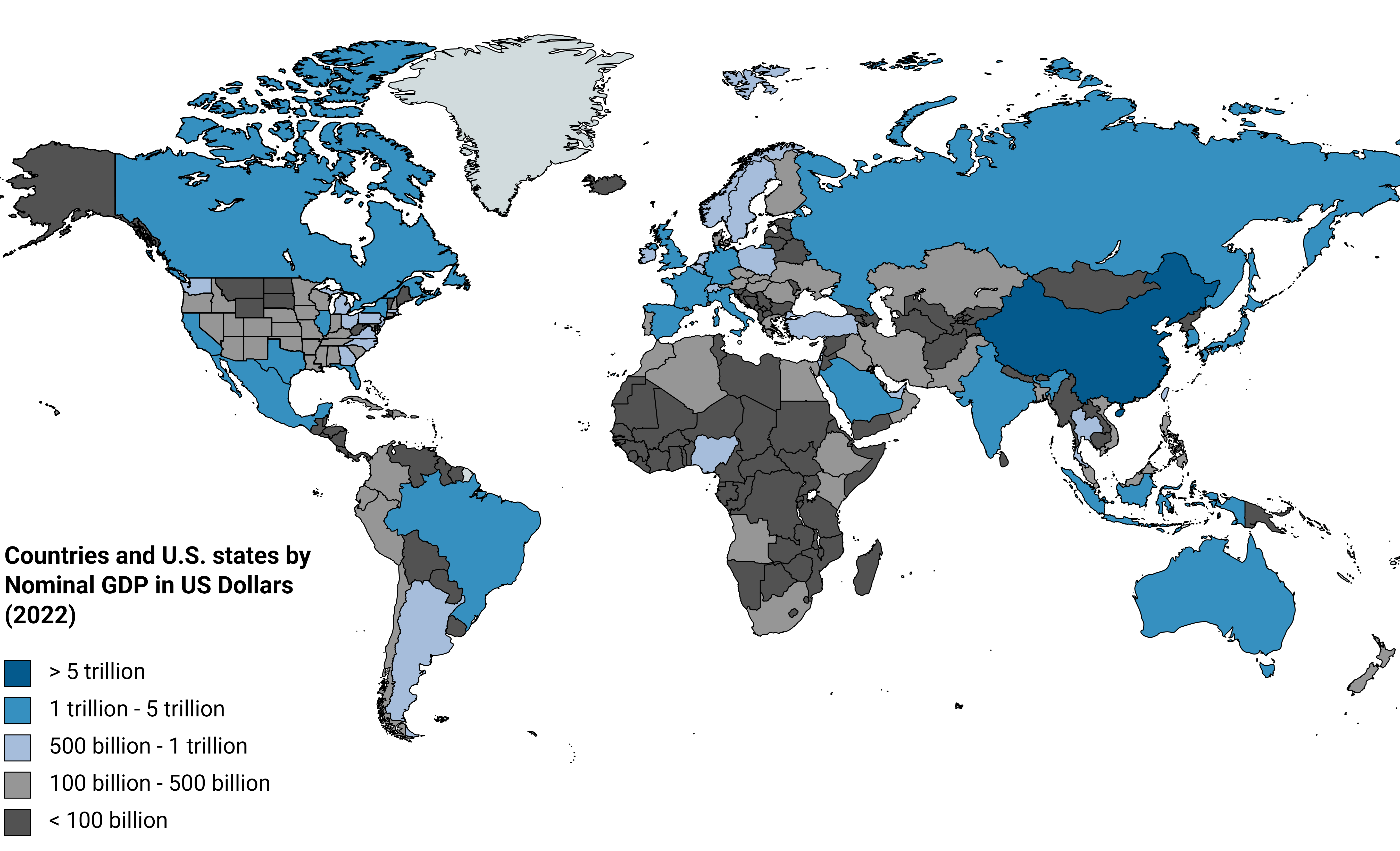
O PIB da Califórnia é semelhante ao da Índia

A Economia da Califórnia é a quinta maior economia do mundo, se os estados dos Estados Unidos forem comparados com outros países. Em 2018, o Produto Interno Bruto era de cerca de US$ 3.0 trilhões, o que representa cerca de 15% do PIB dos Estados Unidos. Em segundo lugar está o Texas e em terceiro Nova Iorque.

## História

### Economia até 1848

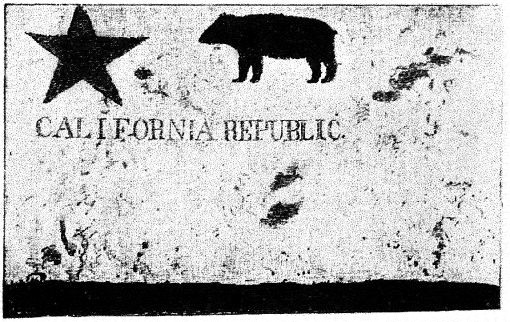
Bandeira da República da Califórnia, que foi um país por um mês.

Os índios do Estado viviam da pesca e da coleta de mariscos na costa, e no interior viviam da agricultura e caça. Na segunda metade do século XVIII, a agricultura e o artesanato espanhol ganharam força na região. No século seguinte a Califórnia se tornou progressivamente um dos estados mais ricos dos Estados Unidos.

### Corrida do ouro
Em 1848 iniciou-se no estado a corrida ao ouro, que foi um dos principais fatores que levaram a Califórnia a tornar-se estado em 1850. A corrida ao ouro atraiu garimpeiros de todo o mundo, principalmente vindos da Europa. A corrida do ouro marcou o início do crescimento populacional do estado, cresceu aproximadamente 400% entre 1840 a 1850. A agricultura cresceu em larga escala, nos anos de 1870 e 1880, a Califórnia se tornou líder na produção de trigo.
Rapidamente foram construídas novas estradas, escolas e igrejas. Entre 1847 a 1870 a população de São Francisco passou de 500 para 150.000 habitantes. O aumento da população e da riqueza melhorou os canais de comunicação da Costa Leste dos Estados Unidos. A construção da Ferrovia do Panamá concluída em 1855, foi uma das principais realizadas na época. Foram beneficiados com a construção da ferrovia os setores de turismo e indústrias.

### Industrialização

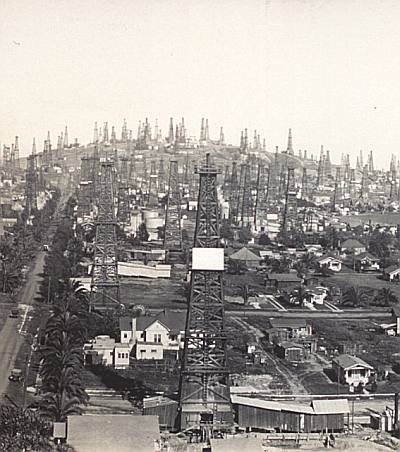
Petrolífera perto de Los Angeles, cerca de 1923.

Em 1869, foi concluído a Primeira Ferrovia Transcontinental, que foi financiada em partes pela arrecadação da Corrida do ouro na Califórnia, a ferrovia conectava o Estado a parte central e leste dos Estados Unidos.
No início do século XX descobriu-se petróleo no Condado de Los Angeles e em outras partes da Califórnia, tornando mais lucrativa as indústrias do sul do Estado. Entre 1900 a 1936 a Califórnia foi o estado que mais produzia petróleo. As primeiras décadas do século XX, nasciam empresas cinematográficas, entre elas a MGM, Universal e Warner Brothers, que comprou todas as terras da atual Hollywood, que vai se tornando o maior centro da indústria cinematográfica americana.
A Grande Depressão atingiu a Califórnia na década de 1930; em 1931 o desemprego afeta mais de 700 mil pessoas, metade do Condado de Los Angeles. Na década de 1940, um vírus destrói a maioria das plantações de citrinos.
O crescimento da Califórnia passa novamente a ser maior do que dos Estados Unidos, devido principalmente a agricultura e do desenvolvimento das indústrias de defesa. Com seu clima mediterrânico, terra barata, e sua grande variedade de paisagens, atrai muitos turistas americanos. A estrada Lincoln, a primeira rota transcontinental da América construiu veículos a motor, concluída em 1913, é um fator chave no desenvolvimento da indústria e do turismo no Estado: na verdade ele se conecta Nova York a San Francisco, de efeitos semelhantes após o estabelecimento da Rota 66 em 1926. Em 1940, o carro passa a ser um símbolo da Califórnia. No início dos anos 1930, a área do show business se expandiu seu império no rádio, o sul da Califórnia se tornou um grande centro de produção televisiva: é o lar de muitos canais e redes como a NBC e CBS. Em 1947, a produção agrícola supera a de outros estados.

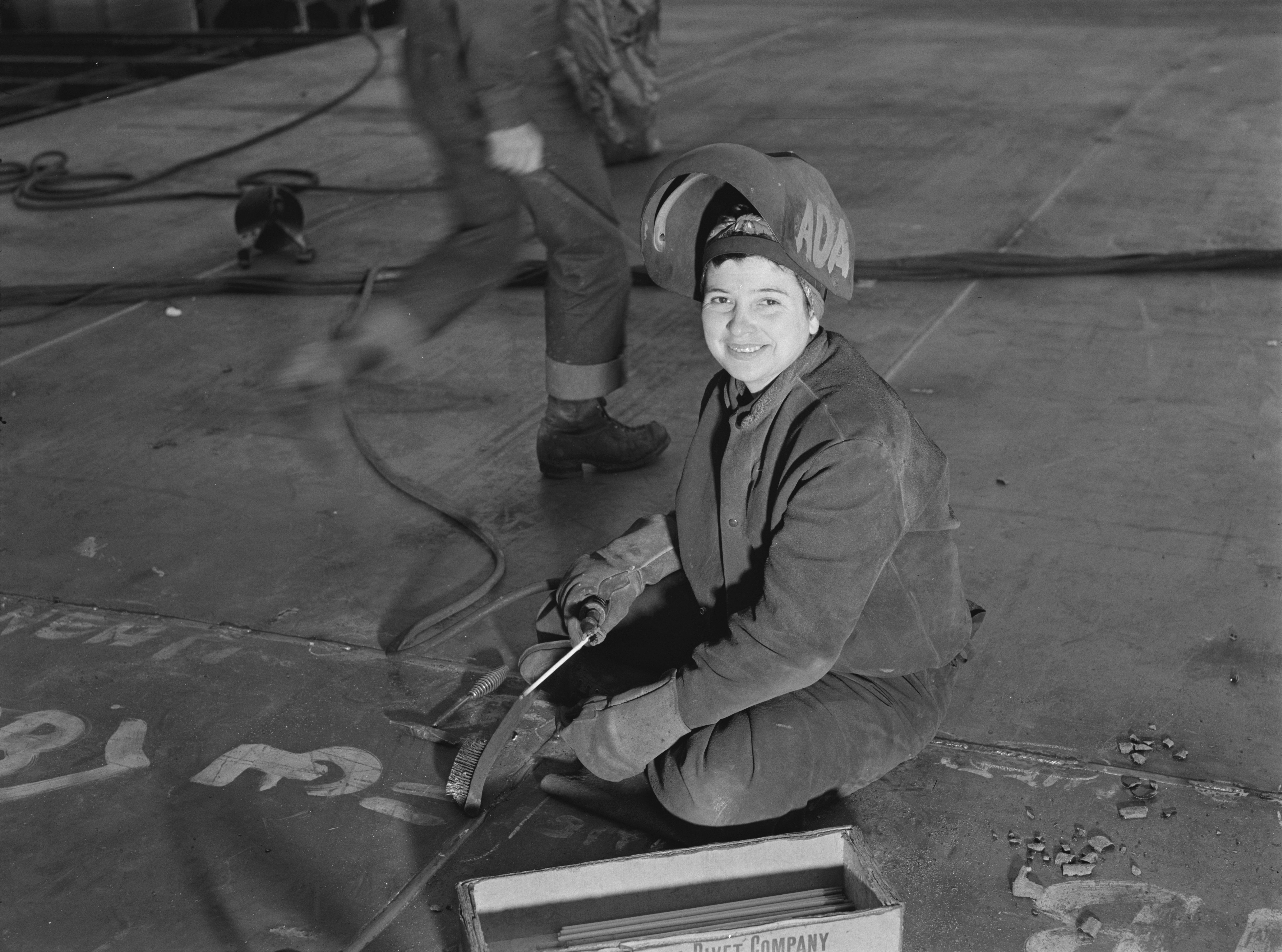
Soldado trabalhando no Kaiser Richmond

Durante a Segunda Guerra Mundial, o estado assume a sua importância no esforço de guerra: bases de treinamento foram estabelecidos na Califórnia (especialmente no sul), incluindo a indústria da aviação, que tem 300 000 funcionários distribuídos entre empresas como Douglas Aircraft Company e Lockheed, que é o primeiro no país. San Diego, Long Beach e a baía de San Francisco sediam a maior parte dos estaleiros do país. O influxo do trabalho estimula a indústria da construção. Depois da guerra, imóveis substitui o óleo e a agricultura como a principal área de atividade no sul da Califórnia. O governo está modernizando sua economia que está crescendo: em Los Angeles, a primeira estrada em todo oeste dos EUA, a Freeway 110, foi concluída em 1953, e em 1955, abriu a Disneylândia em Anaheim.
Durante o pós-guerra, o "Golden State" viu uma expansão comercial e industrial sem precedentes. A adoção de um Plano Diretor para o Ensino Superior em 1960 permite o desenvolvimento de um sistema de educação pública de forma muito eficaz através da Universidade da Califórnia. Pela criação da força de trabalho educada, a Califórnia atrai os investidores, especialmente em áreas relacionadas com alta tecnologia. Que recebe fundos federais para pesquisa e desenvolvimento.

### Alta tecnologia

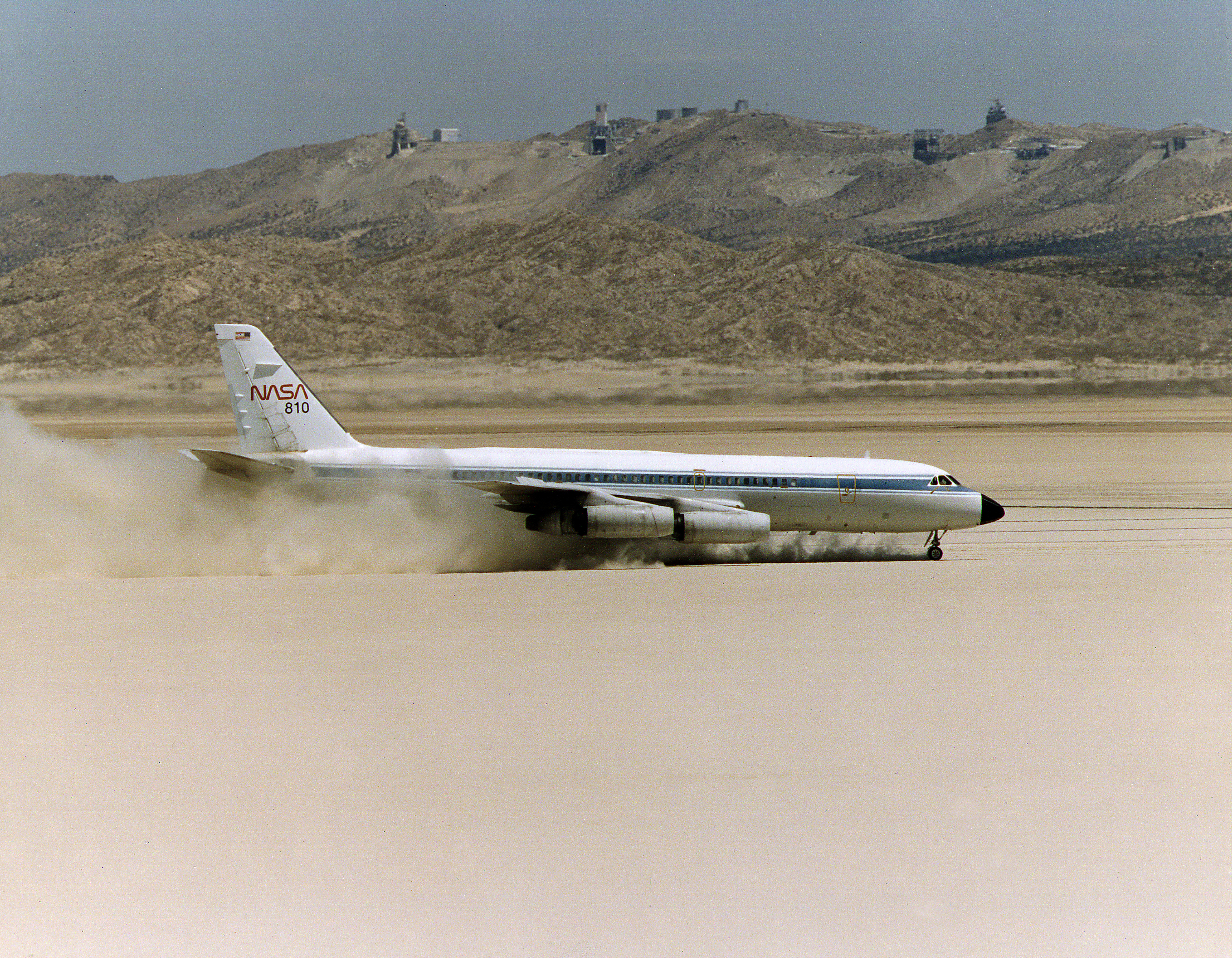
O voo Dryden Research Center da NASA, na Base de Edwards no Sul da Califórnia

No ano de 1970, a Califórnia viu o desenvolvimento de indústrias de alta tecnologia em Silicon Valley. A Califórnia, como o resto do Cinturão do Sol, se beneficia do relativo declínio industrial do Nordeste dos Estados Unidos. O emprego industrial aumentou de 260.000 em 1937 para 722.000 dez anos mais tarde. A internacionalização da economia e o crescimento do Leste Asiático estimulou o intercâmbio. Em 1965, a Califórnia ultrapassa o Estado de Nova Iorque em exportações de bens manufaturados.
Com o fim da Guerra Fria e as dificuldades das companhias aéreas, a força de trabalho industrial começou a declinar. As indústrias da aviação sofrem um declínio relativo na década de 1990. Hoje, o poder industrial da Califórnia é comparável ao de países europeus menores. Mas, no contexto da globalização, ela enfrenta a concorrência de outros lugares, incluindo a Ásia (Bangalore, por exemplo). A crise manifestou-se em perdas de emprego de alta tecnologia, especialmente em Silicon Valley (Vale do Silício) entre 2001 a 2003.